# Burroughs large systems
Burroughs large systems — підрозділ корпорації Burroughs Corporation, виокремлений з неї у 1970-ті роки, що займався проєктуванням і виготовленням мейнфреймів і програмного забезпечення для них, а також загальна назва серій цих машин. Відмітними рисами даних мейнфреймів є стекова архітектура зі щільним пакуванням «складів» (англ. syllables) — опкодів, за термінологією Burroughs, а також тісна і плідна взаємодія між розробниками апаратури і системними програмістами, зокрема тими, які займалися мовами програмування для нових комп'ютерів.
Першою машиною серії стала B5000, представлена 1961-го року. Машина була надзвичайно ретельно оптимізована для роботи програм, написаних новою на той час мовою ALGOL 60. Розвитком стали мейнфрейми B5500, серйозно перепроєктовані B6500 і B6700, а також несумісна лінія B8500. Поняття «Burroughs Large Systems» означало всі ці лінії комп'ютерів, на противагу машинам серій B2000/3000/4000, орієнтованим на COBOL (Burroughs Medium Systems), і малим комп'ютерам з гнучкою архітектурою B1000 (Burroughs Small Systems).

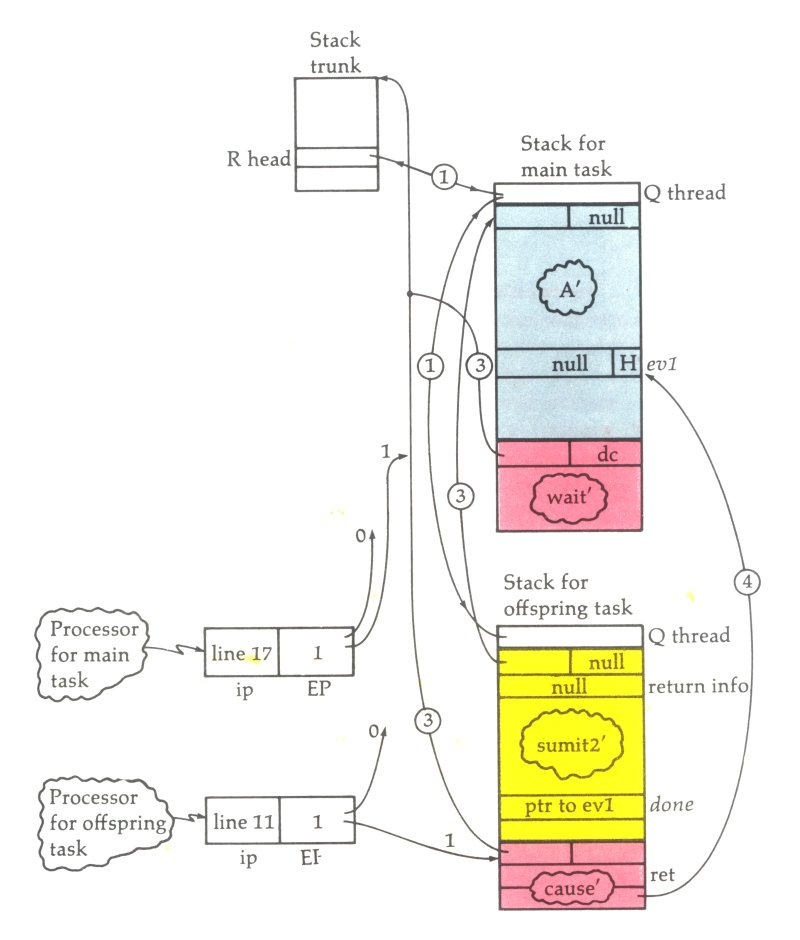
Зображення 4.5 з монографії, опублікованій у ACM. Елліот Органік, 1973 рік.

## B5000
Перша машина першої серії, Burroughs B5000, спроєктована на початку 1961 року командою, очолюваною Робертом Бартоном. Результатом роботи стала унікальна машина, що випереджала свій час. Впливовий вчений-інформатик Джон Меші високо цінував дизайн комп'ютера: «Я завжди вважав B5000 одним з найбільш інноваційних прикладів дизайну, що поєднує у собі аспекти як апаратного, так і програмного забезпечення».
Наступною за B5000 стала машина B5500, де замість пам'яті на магнітному барабані з'явилися жорсткі диски, а також B5700 з підтримкою багатопроцесорності. Лінія B5000 значною мірою вплинула на дизайн машини B6500, для якої фірма Burroughs також здійснила портування операційної системи Burroughs MCP (англ. Master Control Program).

### Унікальні особливості
- Апаратура була спроєктована з врахуванням вимог програмістів, а також для підтримки «з нуля» мов програмування високого рівня
  - Відсутність асемблера і мови асемблера: все системне програмне забезпечення розроблене на різновиді мови ALGOL 60. Втім, ESPOL мав оператори, що відповідали кожному машинному слову комп'ютера.
- Незначна кількість програмно-доступних регістрів
- Стекова архітектура
- Спрощений набір інструкцій процесора
- Увесь код є реентрантним автоматично (зображення 4.5 зі статті у ACM показує чому саме)
- Частково тегова і дескрипторна архітектура, керована даними (англ. data-driven)
- Підтримка асиметричної багатопроцесорності
- Високорівнева операційна система (MCP, Master Control Program)
- Підтримка інших мов, таких як COBOL
- Потужні засоби роботи з рядками
- Засоби виявлення помилок і тестування програм
- Одна з перших комерційних реалізацій віртуальної пам'яті[NB 1]

| SALF                        | T0 A38 | T1 A39 | T2 A40 | MSFF | Base  | Contents                             | Index Sign | Index Bits    | Max Index |
| --------------------------- | ------ | ------ | ------ | ---- | ----- | ------------------------------------ | ---------- | ------------- | --------- |
| OFF                         | -      | -      | -      | -    | R     | Address of PRT                       | +          | T 0-9 A 38-47 | 1023      |
| ON                          | OFF    | -      | -      | -    | R     | Address of PRT                       | +          | T 1-9 A 39-47 | 511       |
| ON                          | ON     | OFF    | -      | OFF  | F     | Address of last RCW or MSCW on stack | +          | T 2-9 A 40-47 | 255       |
| ON                          | ON     | OFF    | -      | ON   | (R+7) | F register from MSCW at PRT+7        | +          | T 2-9 A 40-47 | 255       |
| ON                          | ON     | ON     | OFF    | -    | C     | Address of current instruction word  | +          | T 3-9 A 41-47 | 127       |
| ON                          | ON     | ON     | ON     | OFF  | F     | Address of last RCW or MSCW on stack | -          | T 3-9 A 41-47 | 127       |
| ON                          | ON     | ON     | ON     | ON   | (R+7) | F register from MSCW at PRT+7        | -          | T 3-9 A 41-47 | 127       |
| Notes: 1. 2. 3. 4. 5. 6. 7. |        |        |        |      |       |                                      |            |               |           |

## Історія
| Burroughs (1961–1986) | Burroughs (1961–1986) | Burroughs (1961–1986) | Burroughs (1961–1986) |
| --------------------- | --------------------- | --- | --------------------- |
| B5000                 | 1961                  | перша система, комп'ютер другого покоління (дискретні транзистори) |                       |
| B5500                 | 1964                  | триразовий приріст швидкодії |                       |
| B6500                 | 1969                  | комп'ютер третього покоління (інтегральні схеми), до 4-х процесорів |                       |
| B5700                 | 1971                  | нова назва B5500[джерело?] |                       |
| B6700                 | 1971                  | нова назва B6500[джерело?] |                       |
| B7700                 | 1972                  | швидший процесор, кешування стека, до 8 «реквесторів» (ЦП або процесорів вводу-виводу) |                       |
| B6800                 | 1977?                 | напівпровідникова оперативна пам'ять, архітектура NUMA |                       |
| B7800                 | 1977?                 | швидший варіант B6800, до 8 реквесторів |                       |
| B5900                 | 1980?                 | напівпровідникова пам'ять, архітектура NUMA. До 4-х процесорів B5900 прив'язаних до локальної пам'яті, а також спільна пам'ять «Global Memory»                                                           |                       |
| B6900                 | 1979?                 | вдосконалення B6900 |                       |
| B7900                 | 1982?                 | швидша кеш-пам'ять для коду і даних, NUMA (гнучка реалізація пам'яті, без жорсткої прив'язки до ЦП), 1-2 блоки HDU (ввід-вивід), 1-2 «процесори прикладних програм»[уточнити], 1-4 центральних процесори |                       |
| A9/A10                | 1984                  | машина класу B6000, перша реалізація конвеєрного процесора (A10: двопроцесорна система), eMode Beta (розширена адресація пам'яті)                                                                        |                       |
| A12/A15               | 1985                  | машина класу B7000, нова реалізація у вигляді програмованих логічних масивів Motorola MCA1 (пізніше MCA2) за технологією ECL                                                                             |                       |
| Unisys (1986–дотепер) |                       | |                       |
| Micro A               | 1989                  | настільний «мейнфрейм» з одночиповим процесором SCAMP. |                       |
| Clearpath HMP NX 4000 | 198?                  | ?? |                       |
| Clearpath HMP NX 5000 | 199?                  | ?? |                       |
| Clearpath HMP LX 5000 | 1998                  | Повністю програмна реалізація архітектури Burroughs Large systems: машина емулюється на процесорах Intel Xeon                                                                                            |                       |
| Libra 100             | 2002?                 | ?? |                       |
| Libra 200             | 200?                  | ?? |                       |
| Libra 300             | 200?                  | ?? |                       |
| Libra 400             | 200?                  | ?? |                       |
| Libra 500             | 2005?                 | наприклад, Libra 595 |                       |
| Libra 600             | 2006?                 | ?? |                       |
| Libra 700             | 2010                  | наприклад, Libra 750 |                       |

## ALGOL
У Burroughs large systems реалізовано стекову архітектуру, що походить від мови ALGOL. Це є суттєвою відмінністю від таких архітектур, як PDP-11, Motorola 68000 і Itanium (лінійне адресування), або x86 (адресування з сегментацією).